# Berriozábal (kommun)
Berriozábal är en kommun i Mexiko.   Den ligger i delstaten Chiapas, i den sydöstra delen av landet, 700 km öster om huvudstaden Mexico City. Antalet invånare är 43 179.
Följande samhällen finns i Berriozábal:
- Berriozábal
- Ciudad Maya
- Tierra y Libertad
- Amendu
- Joaquín Miguel Gutiérrez
- Nuevo Montecristo
- San Jeronimo
- Vistahermosa
- La Nueva Esperanza
- Ricardo Flores Magón
- La Caridad
- Colonia Ejidal
- El Danubio
- Unión Hidalgo
- El Francés
- El Clavel
- San Francisco
- Nuevo Chacacal
- San Isidro
- Santa Martha
- Buenavista